# Cuvat
Cuvat és un municipi francès situat al departament de l'Alta Savoia i a la regió d'Alvèrnia-Roine-Alps. L'any 2007 tenia 935 habitants.

## Demografia

### Població
El 2007 la població de fet de Cuvat era de 935 persones. Hi havia 324 famílies de les quals 60 eren unipersonals (36 homes vivint sols i 24 dones vivint soles), 72 parelles sense fills, 156 parelles amb fills i 36 famílies monoparentals amb fills.
La població ha evolucionat segons el següent gràfic:
Habitants censats

### Habitatges
El 2007 hi havia 374 habitatges, 336 eren l'habitatge principal de la família, 14 eren segones residències i 24 estaven desocupats. 324 eren cases i 45 eren apartaments. Dels 336 habitatges principals, 282 estaven ocupats pels seus propietaris, 44 estaven llogats i ocupats pels llogaters i 10 estaven cedits a títol gratuït; 4 tenien una cambra, 17 en tenien dues, 25 en tenien tres, 64 en tenien quatre i 226 en tenien cinc o més. 301 habitatges disposaven pel capbaix d'una plaça de pàrquing. A 101 habitatges hi havia un automòbil i a 222 n'hi havia dos o més.

### Piràmide de població
La piràmide de població per edats i sexe el 2009 era:
| Homes | Edats   | Dones |
| ----- | ------- | ----- |
| 0     | 95 o +  | 0     |
| 4     | 90 a 94 | 0     |
| 0     | 85 a 89 | 4     |
| 4     | 80 a 84 | 0     |
| 8     | 75 a 79 | 20    |
| 0     | 70 a 74 | 4     |
| 0     | 65 a 69 | 8     |
| 16    | 60 a 64 | 16    |
| 16    | 55 a 59 | 4     |
| 24    | 50 a 54 | 44    |
| 48    | 45 a 49 | 40    |
| 24    | 40 a 44 | 32    |
| 40    | 35 a 39 | 24    |
| 24    | 30 a 34 | 32    |
| 16    | 25 a 29 | 20    |
| 12    | 20 a 24 | 8     |
| 28    | 15 a 19 | 28    |
| 16    | 10 a 14 | 32    |
| 52    | 5 a 9   | 28    |
| 52    | 0 a 4   | 28    |

## Economia
El 2007 la població en edat de treballar era de 631 persones, 481 eren actives i 150 eren inactives. De les 481 persones actives 459 estaven ocupades (244 homes i 215 dones) i 22 estaven aturades (11 homes i 11 dones). De les 150 persones inactives 49 estaven jubilades, 67 estaven estudiant i 34 estaven classificades com a «altres inactius».

### Ingressos
El 2009 a Cuvat hi havia 333 unitats fiscals que integraven 988 persones, la mediana anual d'ingressos fiscals per persona era de 26.023 €.

### Activitats econòmiques
Dels 21 establiments que hi havia el 2007, 1 era d'una empresa de fabricació d'altres productes industrials, 4 d'empreses de construcció, 2 d'empreses de comerç i reparació d'automòbils, 1 d'una empresa de transport, 1 d'una empresa d'hostatgeria i restauració, 1 d'una empresa d'informació i comunicació, 1 d'una empresa financera, 4 d'empreses de serveis, 3 d'entitats de l'administració pública i 3 d'empreses classificades com a «altres activitats de serveis».
Dels 3 establiments de servei als particulars que hi havia el 2009, 2 eren fusteries i 1 electricista.
L'any 2000 a Cuvat hi havia 13 explotacions agrícoles que ocupaven un total de 126 hectàrees.

## Equipaments sanitaris i escolars
El 2009 hi havia una escola elemental.

## Poblacions més properes
El següent diagrama mostra les poblacions més properes.